# Mary-Anne Tauskey
Mary-Anne Tauskey, född den 3 december 1955 i Suffern, New York, är en amerikansk ryttare.
Hon tog OS-guld i lagtävlingen i fälttävlan i samband med de olympiska ridsporttävlingarna 1976 i Montréal.